# Pensetnik dwuoki
Pensetnik dwuoki, pensetnik pomarańczowopręgi (Chelmon rostratus) – gatunek ryby morskiej z rodziny chetonikowatych (Chaetodontidae). Hodowana w akwariach morskich.

## Występowanie
Morze Andamańskie i Ocean Spokojny od Wysp Nansei do Australii. Zamieszkują przybrzeżne rafy na głębokościach od 1–25 m oraz estuaria. 

## Opis
Na jasnym tle rozmieszczone są pionowe, pomarańczowe pręgi. U podstawy płetwy grzbietowej występuje tzw. fałszywe oko (stąd nazwa gatunkowa) – jest to forma mimikry. Mocno wydłużony pyszczek ryby funkcjonuje jak penseta, stąd jej nazwa rodzajowa.
Pensetniki pływają pojedynczo lub w parach. Osiągają około 20 cm długości. Żywią się bezkręgowcami. Są rybami terytorialnymi.